# The Pawn
The Pawn è un videogioco di avventura testuale fantasy pubblicato nel 1985 dalla Sinclair per Sinclair QL, con il titolo di copertina QL-Pawn, e a partire dal 1986 dalla Rainbird per molti altri computer più diffusi: Amiga, Amstrad CPC, Amstrad PCW, Apple II, Archimedes, Atari 8-bit, Atari ST, Commodore 64, Mac OS, MS-DOS e ZX Spectrum.
The Pawn è il primo titolo sviluppato dall'azienda britannica Magnetic Scrolls, che riutilizzò un'interfaccia molto simile per altre cinque avventure successive, tutte edite da Rainbird; in particolare The Guild of Thieves è ambientato nella stessa terra immaginaria di The Pawn ed è a volte considerato un suo seguito.
Nel 2017 la Strand Games ha pubblicato una riedizione ufficiale rimasterizzata per PC moderni e dispositivi mobili, intitolata The Pawn Remastered.

## Trama
Nella premessa, il regno di Kerovnia si trova in un momento di povertà e grande disordine sociale e il re Erik sta perdendo la fedeltà dei sudditi. Ciò è dovuto soprattutto alla sua scelta di esiliare i nani, accusati per motivi non chiari dell'assassinio della regina. I nani erano importanti per l'economia in quanto produttori di pregiato whisky, mentre altri gruppi hanno degli interessi nella loro espulsione. È imminente inoltre un'elezione che potrà deporre il re in favore del nano a capo dell'opposizione.
Un antefatto più dettagliato è dato dal racconto A Tale of Kerovnia, scritto da Georgina Sinclair e incluso nelle confezioni della Rainbird. Il racconto, con toni umoristici, descrive le follie dei membri della corte di Kerovnia e di altri personaggi e le loro ambizioni politiche e personali.
Il protagonista del gioco, un'anonima persona comune del mondo reale di ritorno dal supermercato, viene stordito da un misterioso passante e si risveglia nel mondo fantastico di Kerovnia. Si trova solo e sperduto su un sentiero e indossa anche un bracciale di metallo che non riesce a togliere e che gli impedisce di uscire dai confini del regno.
Il probabile primo incontro dell'avventura è con il mago esiliato Kronos, che gli chiede di portare un messaggio per il re, ma questo è solo un piccolo obiettivo e dopo il protagonista si ritrova a vagare per il regno senza una meta precisa. Incontrerà molti strani personaggi, tra cui un avventuriero che viaggia su un cavallo senza zampe, il commerciante Honest John, un uomo di neve guardiano e il guru delle colline.
Il titolo del gioco, traducibile "la pedina", fa riferimento al protagonista, che viene spesso manipolato da persone ed eventi fuori dal suo controllo.

## Modalità di gioco
The Pawn è un'avventura testuale pubblicata soltanto in inglese. Per i suoi tempi, il parser permette di inserire comandi con frasi molto complesse, e con un vocabolario molto vasto. Il manuale fornisce solo una parte delle parole riconosciute e relative abbreviazioni. Nelle versioni più evolute (Amiga, ST, Mac, DOS, Archimedes) si può utilizzare anche il mouse, ma solo per alcune opzioni generali di interfaccia su un menù a tendina.
Il programma originale per Sinclair QL è in puro testo, mentre tutte le conversioni della Rainbird, eccetto Apple II e ZX Spectrum, sono dotate di una trentina di illustrazioni statiche per rappresentare molti dei luoghi. Le illustrazioni coprono gran parte dello schermo, scorrendo su e giù dall'alto sopra il testo. La grafica si può disabilitare per poter vedere più testo contemporaneamente. Nelle versioni dotate di mouse si può anche regolare a piacere l'altezza fino a cui scendono le immagini, mentre nella sola versione Commodore 64 c'è la possibilità di mostrare le immagini a scala molto più piccola, in alto a destra.
La versione per Amiga è dotata anche di musica nell'introduzione e di un'opzione per ascoltare la sintesi vocale di tutti i testi.
C'è un sistema di punteggio, che cresce in base ai progressi fatti e può arrivare a un massimo di 350 (non necessariamente da raggiungere per completare il gioco).
È supportato il salvataggio della partita su file.
Nella documentazione cartacea è incluso un cifrario con codici molto lunghi da inserire dopo il comando HINT per ricevere suggerimenti, spesso comunque poco comprensibili, sulla risoluzione di vari enigmi.

## Sviluppo
The Pawn è il risultato di mesi di brainstorming tra Ken Gordon, Anita Sinclair (fondatori della Magnetic Scrolls), Hugh Steers e Robert Steggles; quest'ultimo è responsabile dell'ideazione degli eventi e dei testi dell'avventura, e all'epoca era in pausa estiva prima degli studi universitari in filosofia.
Era il primo prodotto dell'azienda e Steers e Gordon svilupparono un motore di gioco chiamato scherzosamente ELTHAM (Extra Low Tech Highly Ambiguous Metacode), da Eltham, dove si trovavano i primi uffici dell'azienda. Con questo sistema Steggles poteva inserire i dati degli elementi del gioco, come stanze e oggetti, in un apposito editor di testo.
Nel 1985 la Sinclair Research pubblicò il primo The Pawn o QL-Pawn solo testuale per il Sinclair QL (macchina di scarso successo e non certo famosa per i suoi giochi). In quel periodo venne lanciato l'Atari ST, basato sul microprocessore Motorola 68000 come il QL, e la Magnetic Scrolls decise di convertire il gioco per quel sistema. Una bozza venne mostrata alla Telecomsoft, che allora stava lanciando la propria nuova etichetta di fascia alta Rainbird. La Telecomsoft lo apprezzò, ma volle che venisse reso più attraente con la grafica, e propose di farla realizzare a Geoff Quilley, che produsse immagini di qualità molto elevata per l'ST. Seguirono molte conversioni per altre macchine, solo alcune delle quali basate sul 68000 (Amiga e Macintosh); negli altri casi si scelse di usare interpreti del 68000 per gli altri processori, in modo da poter riusare sempre lo stesso sistema di dati.

## Accoglienza
Nelle versioni della Rainbird, uscite prima per le macchine a 16 bit e poi a 8 bit, The Pawn fu un grosso successo di critica e pubblico. Si impose come la prima vera concorrenza alla Infocom, che all'epoca dominava il campo delle avventure testuali, riuscendo a colpire anche il difficile mercato americano.
The Pawn vinse il titolo di gioco d'avventura dell'anno 1986 ai premi britannici Golden Joystick Awards.
Nella versione Atari ST, vinse il premio Tilt d'Or della rivista francese Tilt per il gioco con la migliore grafica del 1986.
Nella versione Commodore 64, a fine 1987 The Pawn era il secondo gioco più venduto della Firebird dopo Elite.
Nella versione ZX Spectrum, The Pawn fu votato il miglior gioco d'avventura del 1987 dai lettori della rivista britannica Crash (ma con poco distacco dal secondo, Shadows of Mordor).